# Штурмовик

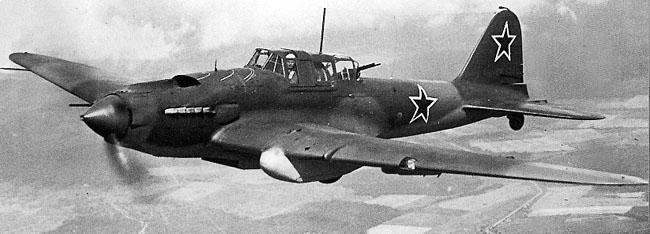
Радянський Іл-2 — найвідоміший штурмовик часів Другої світової війни

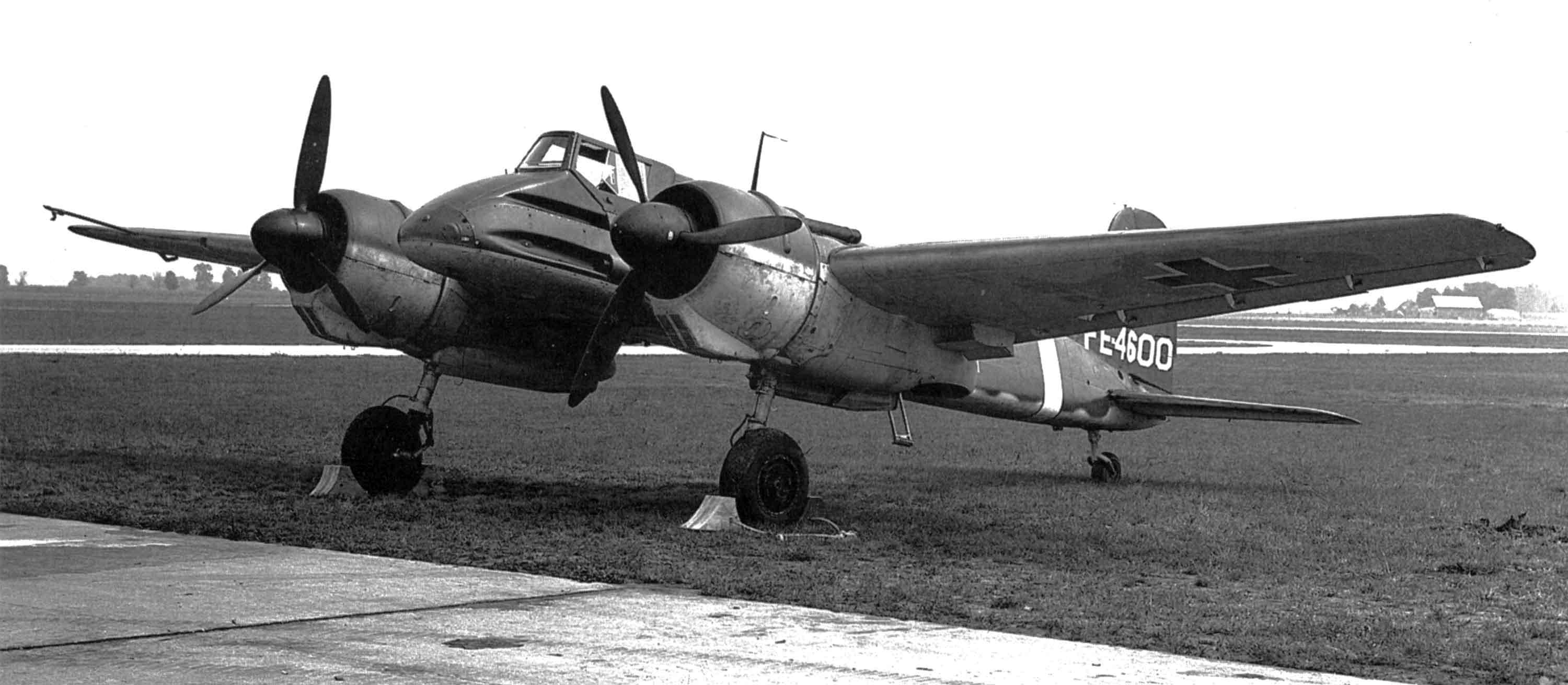
Німецький Henschel Hs 129B

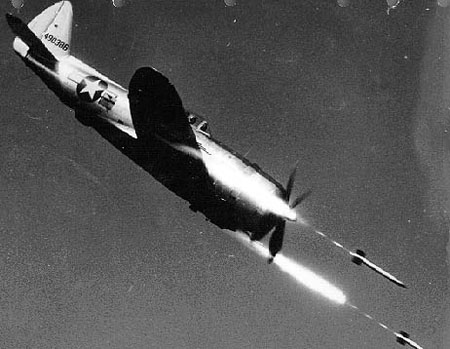
Американський штурмовик Republic P-47 Thunderbolt

Штурмови́к — бойовий літак, призначений для безпосередньої авіаційної підтримки сухопутних військ на полі бою з використанням ракетно-гарматного, бомбового, касетного озброєння, інших боєприпасів. Для виконання цього завдання літальний апарат повинен діяти на малій висоті без пікірування або з дуже пологим пікіруванням («бриючий політ»).
Класифікація штурмовиків чітких кордонів не має.
У багатьох країнах взагалі не існує поняття «штурмовик», а як штурмовки використовуються близькі літальні апарати такі, як винищувач-бомбардувальник, пікіруючий бомбардувальник, «фронтовий винищувач», «тактичний винищувач» тощо. Зараз штурмовиками також називають і штурмові вертольоти.
У країнах НАТО літальні апарати даного класу позначають префіксом A- (англ. Assault  — атакувати) з подальшим цифровим позначенням.
У Повітряних силах ЗСУ даний клас літаків представлений штурмовиком радянського виробництва Су-25.

## Історія

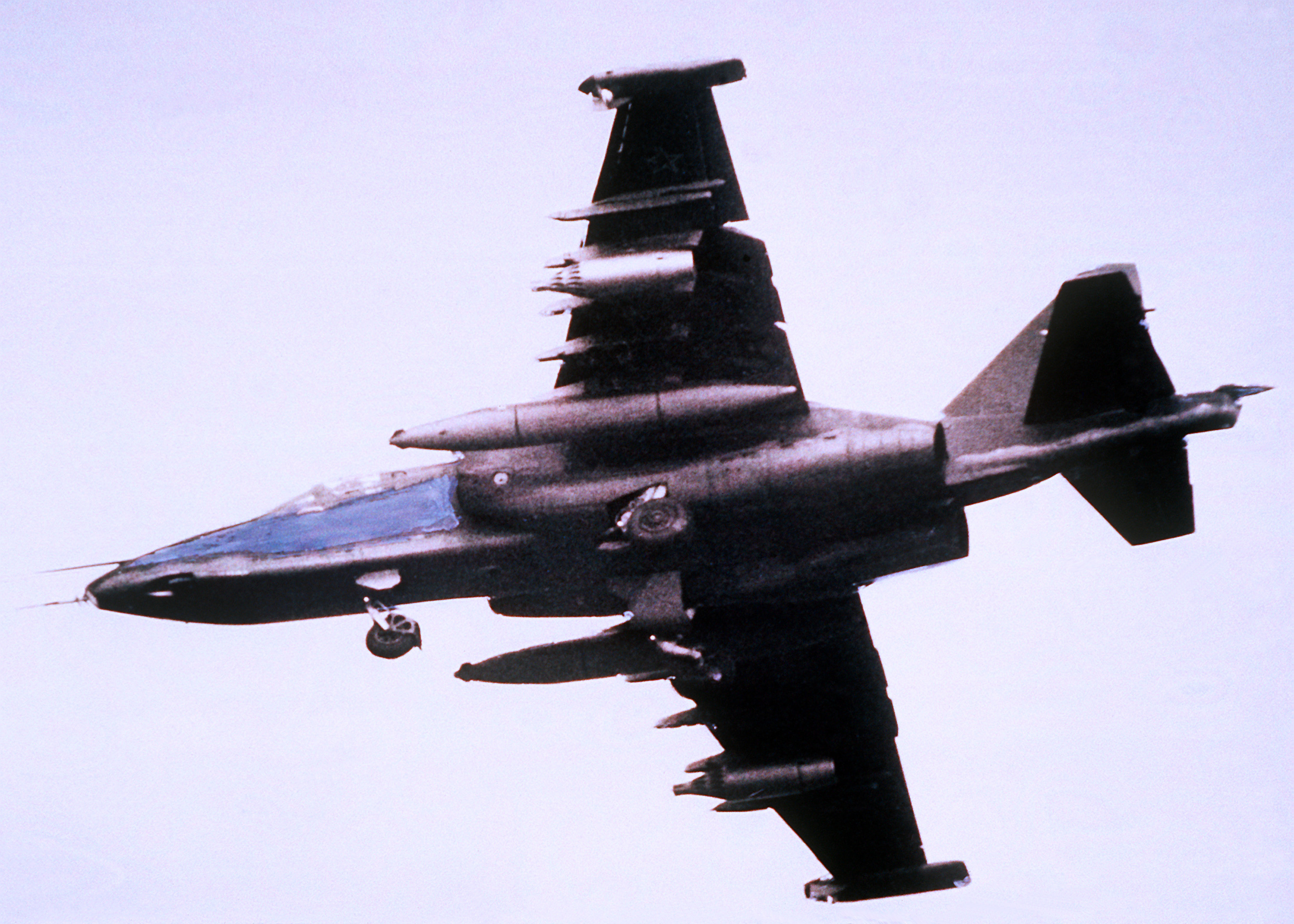
Радянський штурмовик Су-25

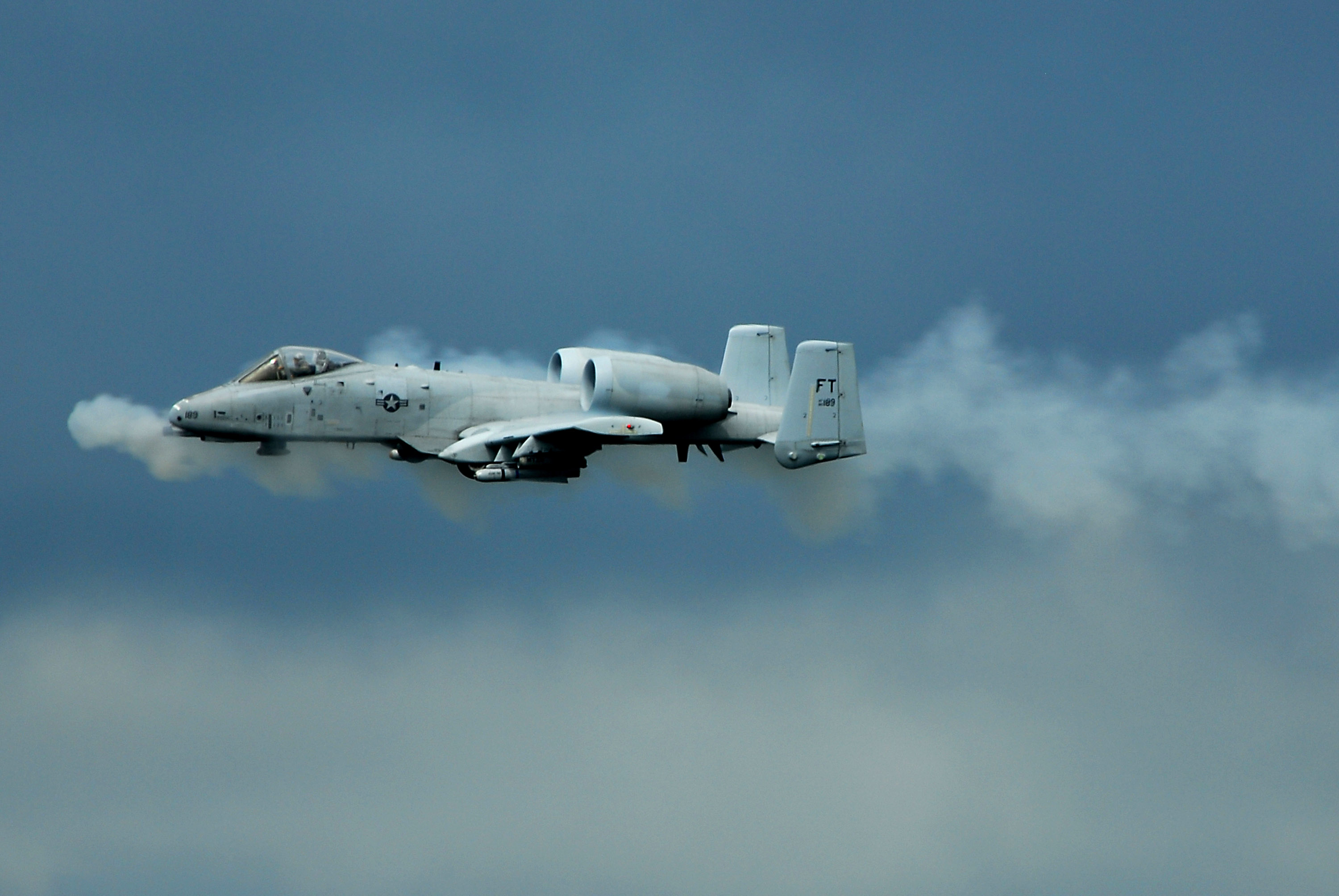
Американський штурмовик A-10 Thunderbolt II